# سلاتینا ناد زدوبنیتسی
سلاتینا ناد زدوبنیتسی (به چکی: Slatina nad Zdobnicí) یک منطقهٔ مسکونی در جمهوری چک است که در ناحیه ریخنوف ناد کنیژنوو واقع شده‌است.